# Eudontomyzon stankokaramani
Eudontomyzon stankokaramani  – europejski gatunek bezżuchwowca z rodziny minogowatych (Petromyzontidae).

## Systematyka
Ten gatunek bywa uznawany jako młodszy synonim minoga ukraińskiego.

## Zasięg występowania
Bałkany (Albania, Kosowo, Macedonia Północna, Czarnogóra) – dorzecze Driny, w tym jeziora Ochrydzkie i Szkoderskie.

## Budowa ciała
Osiąga około 20 cm długości. Wzdłuż ciała 58 - 65 miomerów. Płetwa ogonowa ma kształt łopatkowaty.
Tułów u ślepic jest nakrapiany. U osobników dorosłych płetwa ogonowa szara do czarnej.

## Biologia i ekologia

### Tryb życia
Żyje w górskich i podgórskich strumieniach o czystej i dobre natlenionej wodzie. Ślepice żyją zagrzebane w bogatym w detrytus piasku bądź mule.

### Odżywianie
Gatunek niepasożytniczy.

### Cykl życiowy i rozród
Przeobrażenie następuje prawdopodobnie między listopadem a kwietniem.